# Rearviewmirror: Greatest Hits 1991-2003
Rearviewmirror: Greatest Hits 1991-2003 è una raccolta doppia che contiene le canzoni più significative dei Pearl Jam nel periodo compreso tra il 1991 e il 2003.
Il primo disco contiene le canzoni più rock della band, mentre il secondo contiene le loro canzoni più melodiche.

## Formazione

### Band
- Jeff Ament
- Matt Cameron
- Stone Gossard
- Mike McCready
- Eddie Vedder

### Musicisti addizionali
- Dave Abbruzzese
- Kenneth "Boom" Gaspar
- Jack Irons
- Dave Krusen
- Brendan O'Brien

## Tracce

### CD 1 (Upside)
1. Once (remixata da Brendan O'Brein)
2. Alive (remixata da Brendan O'Brein)
3. Even Flow (proveniente dal singolo giapponese di 'Alive', è anche la versione del videoclip)
4. Jeremy
5. State of Love and Trust
6. Animal
7. Go
8. Dissident
9. Rearviewmirror
10. Spin the Black Circle
11. Corduroy
12. Not for You
13. I Got Id (famosa anche come 'I got shit')
14. Hail, Hail
15. Do the Evolution
16. Save You

### CD 2 (Downside)
1. Black (remixata da Brendan O'Brien)
2. Breath
3. Daughter
4. Elderly Woman Behind the Counter in a Small Town
5. Immortality
6. Better Man
7. Nothingman
8. Who You Are
9. Off He Goes
10. Given to Fly
11. Wishlist
12. Last Kiss
13. Nothing as It Seems
14. Light Years
15. I Am Mine
16. Man of the Hour
17. Yellow Ledbetter